# 3DX
O 3DX, também conhecido como Auxetik, foi o primeiro metal 3D impresso de freio de focinho e o primeiro componente metálico impresso em 3D para uma arma de fogo. É destinado para o fuzil altamente customizável AR-15. O projeto foi tornado público em torno de julho de 2013. A impressora utilizada para imprimir é desconhecida, mas o freio foi criado usando o método Direct metal sinterização a laser (DMLS) pela Sintercore (uma empresa startup de fabricação de armas). Ele é projetado para domar o recuo e aumentar o focinho de pistolas AR-15 de câmara para .223 calibre (5.56×45mm) NATO. O Auxetik foi renomeado 3DX pela Sintercore.
Usa material de metal Inconel  e a partir de 2014 a empresa estava vendendo cada um por cerca de US$ 300.

## Especificações

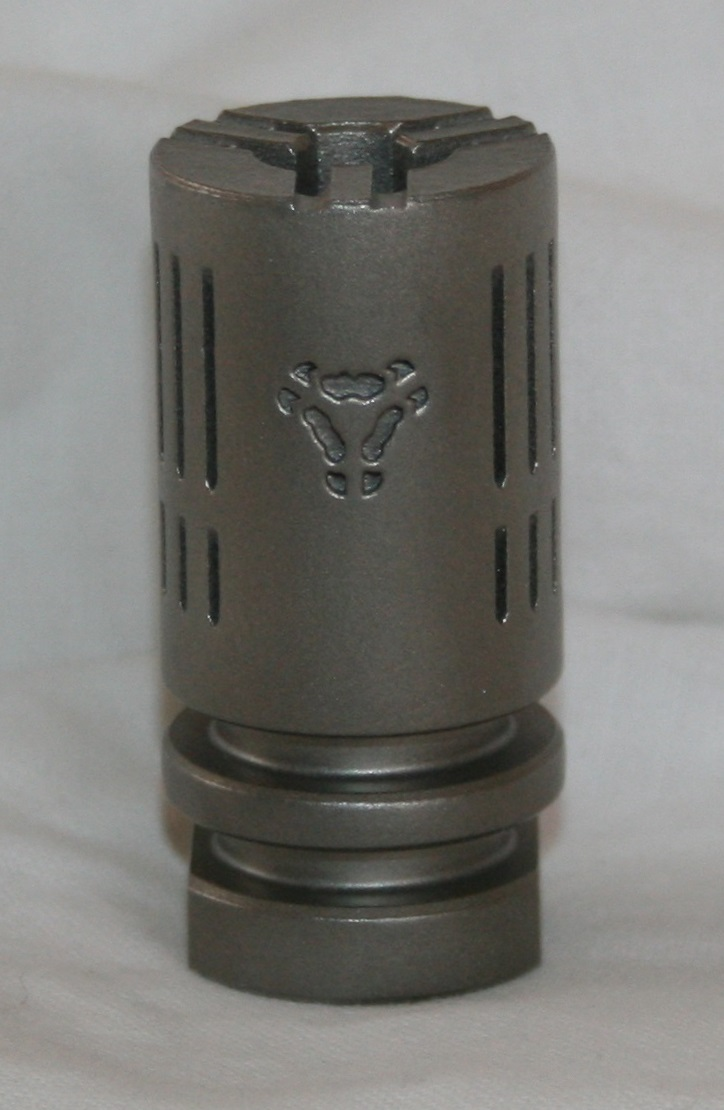
Antes Sintercore 3DX (sem revestimento Ionbond Diamondblack adicionado em iterações posteriores).

O 3DX é o primeiro freio de focinho impresso em 3D disponível para venda comercial com controle de focinho em semiautomáticas e totalmente automáticas. Ele usa 100% da superliga Inconel na construção e revestimento de Ionbond Diamondblack. O rosqueamento é 1/2×28RH para 5,56×45mm NATO, .223 Remington, e calibres menores. O freio vem com instruções de instalação e uma arruela esmagadora.

## Performance
Sobreviveu ao disparar por 7900 rodadas durante o teste no semiautomática. Durante um teste em totalmente automática, 10 carregadores de 62 grãos com cartuchos em ponta verde do 5,56 foram todos disparados sem quaisquer problemas.
Thefirearmblog testou o item no primeiro, sexto e décimo segundo mês de sua experiência, então verificou o interior usando um microscópio USB. Eles afirmam que não houve "diferença discernível no desempenho ao longo desse ano, não houve aumento do focinho para falar e nenhum aumento no relatório ao atirar".

## Interesse militar dos Estados Unidos
Comando de Operação Especial dos Estados Unidos (USSOCOM) Ciência e tecnologia na base da força aérea de MacDill convidou Neal Brace (o proprietário da Sintercore) para demonstrar o recém-nomeado freio de focinho 3DX para um possível uso por suas tropas de elite usando uma "ARES Defence AMG-1 e AMG-2 cinto alimentado metralhadora com um cano de 3,96m de alimentação de um carregador caixa de 200". O teste foi feito em 5 de agosto de 2014 por tropas de operações especiais em um campo fechado. Todos os testes foram realizados com o ARES AMG-1 e 2.